# Double fenêtre

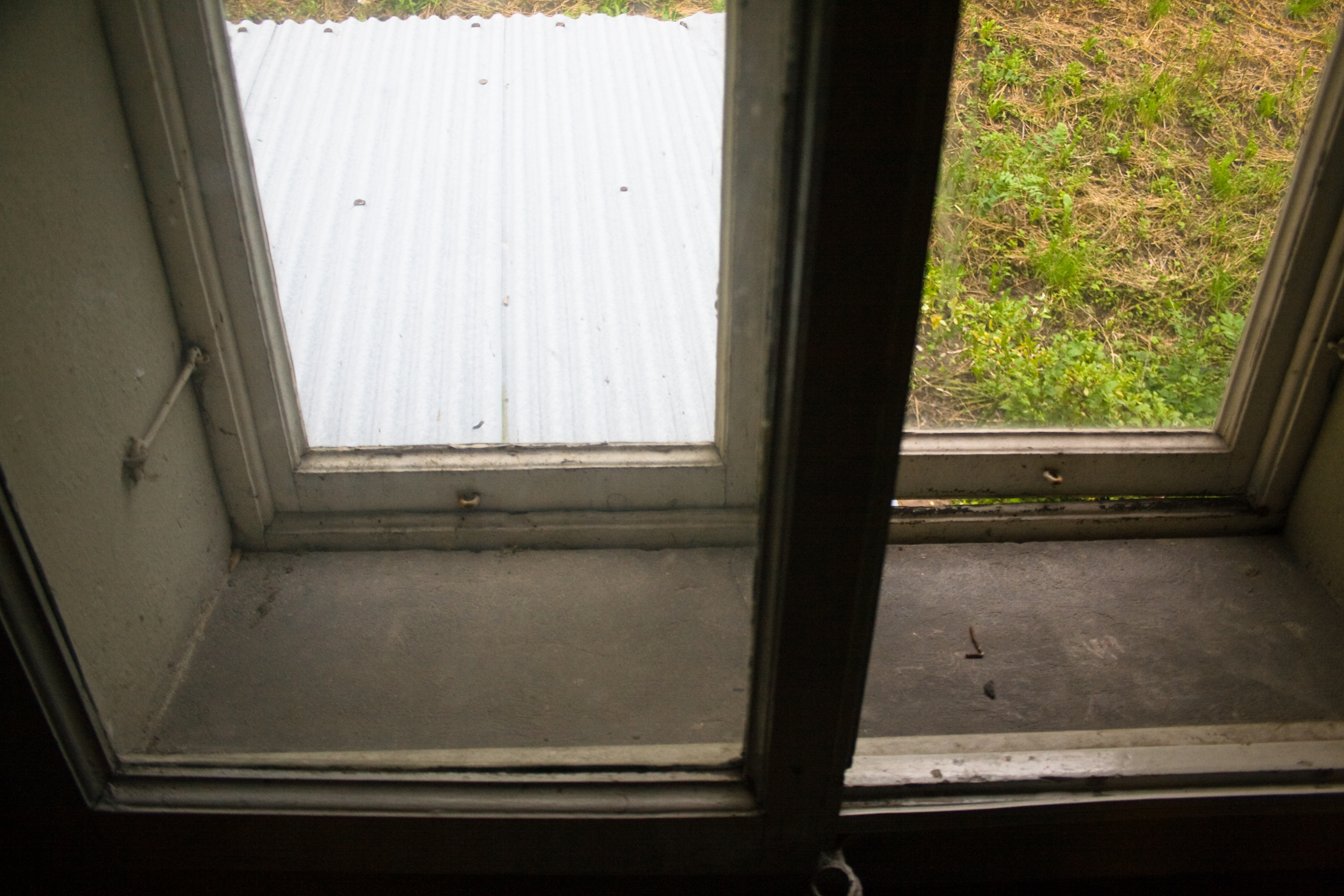
Double fenêtre.

Une double fenêtre est une amélioration de la simple fenêtre, qui consiste à poser deux fenêtres l'une derrière l'autre, séparées d'une distance suffisamment importante dans l'ouverture du mur. Cette distance est, en général, entre 10 et 20 cm et peut atteindre la totalité de l'épaisseur du mur extérieur. Un système analogue existe pour les portes.
Il y a alors une fenêtre intérieure et une fenêtre extérieure.
Une double fenêtre est très isolante pour la chaleur et pour le bruit, l'air emprisonné entre les deux fenêtres formant un matelas.
Les doubles fenêtres sont communes en Europe Centrale, dans les pays alpins, en Europe de l'Est, en Russie, dans les régions montagneuses et continentales en général, comme par exemple l'Espagne intérieure, mais elles sont rares en Europe occidentale.
En Amérique du Nord, on installe en hiver des fenêtres extérieures légères et amovibles dites storm windows, qui sont ensuite retirées et rangées pendant l'été, éventuellement remplacées par des moustiquaires.
Il ne faut pas confondre la double fenêtre avec le double vitrage, et les fenêtres géminées « fenêtres jumelles ».

## Avantages pratiques
Par rapport à une simple fenêtre double vitrage, une double fenêtre procure une meilleure isolation phonique (si les épaisseurs des vitrages sont différentes), mais l'isolation thermique peut être moins bonne (si les deux fenêtres sont simple vitrage). En effet, quand les températures intérieure et extérieure sont différentes, l'air prisonnier au milieu de la double fenêtre est soumis à un courant de convection qui augmente les échanges thermiques. Dans les doubles vitrages, l'épaisseur de la lame d'air ou de gaz est réduite pour limiter ces courants.

## Avantages esthétiques

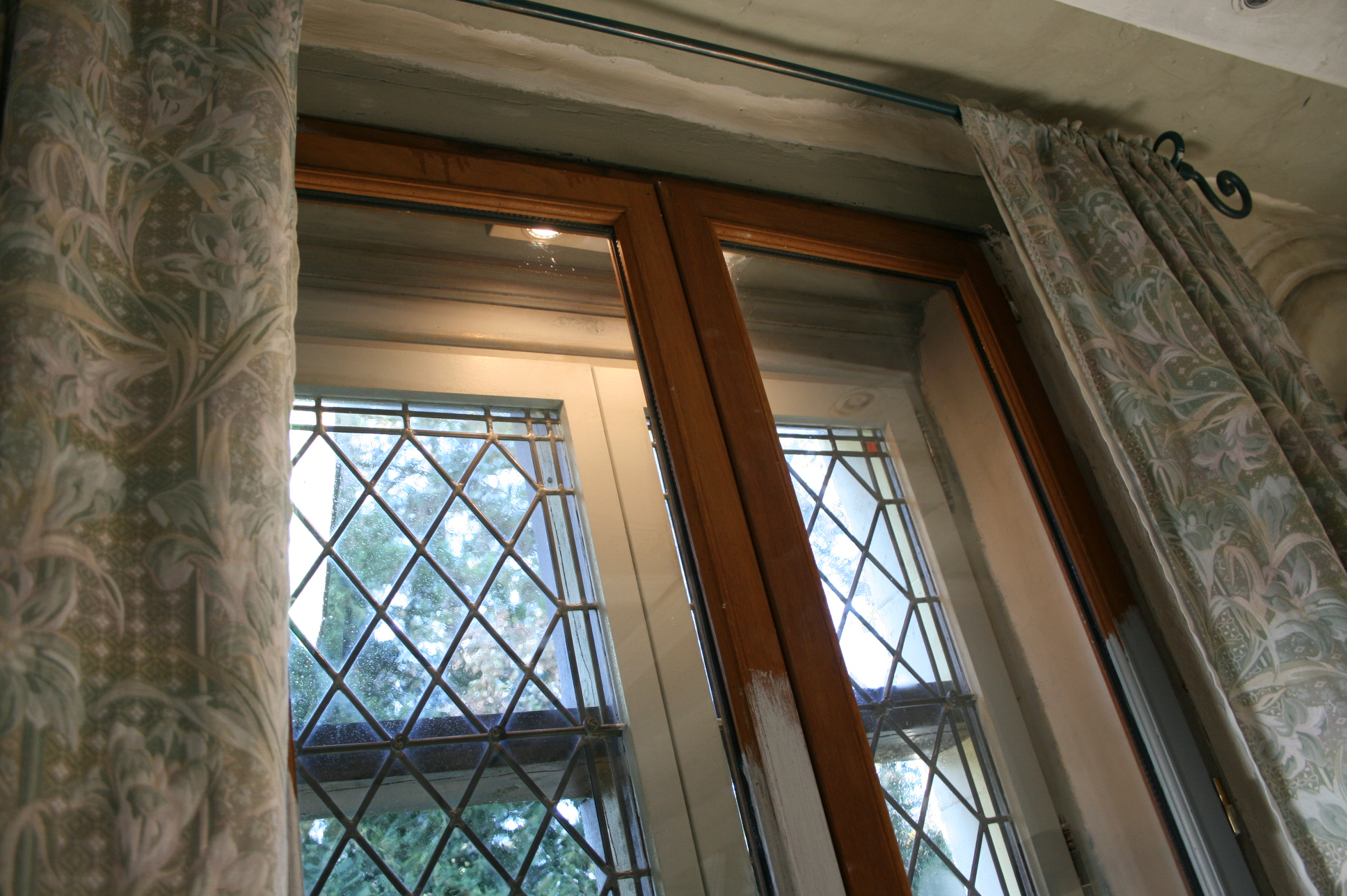
Fenêtre ancienne à vitraux.

Dans le cas de rénovation d'un bâtiment ancien dont on voudrait conserver l'apparence, secteur sauvegardé, vitraux, verre soufflé ou petits carreaux par exemple, ou tout simplement parce que la grandeur des fenêtres anciennes est hors normes, la pose d'une double fenêtre à double vitrage simplifie considérablement les travaux et contribue à une très nette amélioration de l'isolation thermique.